# GSC6025-1729
GSC6025-1729 — хімічно пекулярна зоря спектрального класу Si, що має видиму зоряну величину в смузі V приблизно 10,6.